# زمین‌لرزه ۱۹۸۱ مکزیک
زمین‌لرزه مکزیک  در تاریخ ۲۵ اکتبر ۱۹۸۱ میلادی، برابر با ‎۳ آبان ۱۳۶۰، ساعت ۳:۲۲:۱۵ به زمان یوتی‌سی در مکزیک رخ داد. ژرفای این زلزله ۲۰٫۳ کیلومتر بود، و بزرگی آن ۷٫۲ در مقیاس Mw اعلام شده‌است. زمین‌لرزه به وقت محلی در روز شنبه، ساعت ۲۱ روی داده و منطقه زمانی آن یوتی‌سی -۶ بوده‌است (با لحاظ تغییر ساعت تابستانی).
سازمان زمین‌شناسی آمریکا نیز رومرکز این زمین‌لرزه را در مختصات ۱۸°۰۲′۵۳″شمالی ۱۰۲°۰۵′۰۲″غربی / ۱۸٫۰۴۸°شمالی ۱۰۲٫۰۸۴°غربی و ژرفای آنرا در ۳۳ کیلومتر گزارش کرده است. بزرگی برگزیدهٔ این سازمان از میان بزرگیهای محاسبه‌شدهٔ مختلف ۷٫۴ در مقیاس MS بوده و از دید اثر، در میان چهار دسته‌بندی «نامحسوس»، «محسوس»، «زیان‌آور» یا «با تلفات»، زلزله را «با تلفات» اعلام کرده‌است.
پروژهٔ «تنسور گشتاور مرکزوار» زاویه‌های (راستا، شیب، ریک) گسل سازندهٔ زمین‌لرزه و صفحه عمود بر آنرا (°۲۸۷، °۲۰، °۸۲) یا (°۱۱۵، °۷۰، °۹۳) و نوع گسل را «معکوس» فرارسانده‌است.
شمار کشتگان زلزله حدود ۳ نفر بوده‌است.تعداد زخمیان ۲۸ نفر برآورده شده‌است.